# Пятковологовской сельсовет
Пятковологовской сельсовет — муниципальное образование со статусом сельского поселения и административно-территориальное образование в Волчихинском районе Алтайского края России. Административный центр — село Пятков Лог.

## Население
| 1997 | 1998 | 1999 | 2000  | 2001 | 2002 |
| ---- | ---- | ---- | ----- | ---- | ---- |
| 518  | ↘513 | ↗520 | ↗1094 | ↘502 | ↘493 |
| 2003 | 2004 | 2005 | 2006  | 2007 | 2008 |
| ↘488 | ↗498 | ↘481 | ↘460  | ↘455 | ↘420 |
| 2009 | 2010 | 2011 | 2012  | 2013 | 2014 |
| ↘411 | ↘374 | ↗397 | ↘395  | ↘365 | ↘346 |
| 2015 | 2016 | 2017 | 2018  | 2019 | 2020 |
| →346 | ↗350 | ↘337 | ↘331  | ↘312 | ↘297 |
| 2021 |      |      |       |      |      |
| ↘274 |      |      |       |      |      |

По результатам Всероссийской переписи населения 2010 года, численность населения муниципального образования составила 399 человек, в том числе 194 мужчины и 205 женщин. Оценка Росстата на 1 января 2012 года — 395 человек.

## Населённые пункты
В состав сельского поселения входит один населённый пункт — село Пятков Лог.
На территории современного сельского поселения находился основанный в 1921 году посёлок Красный Луч, ныне исчезнувший с карт.